# Coenotephria assimilata
Coenotephria assimilata är en fjärilsart som beskrevs av Walker 1862. Coenotephria assimilata ingår i släktet Coenotephria och familjen mätare. Inga underarter finns listade i Catalogue of Life.